# Erzbistum Kaduna
Das Erzbistum Kaduna (lat.: Archidioecesis Kadunaënsis) ist eine in Nigeria gelegene römisch-katholische Erzdiözese mit Sitz in Kaduna.

## Geschichte
Das Erzbistum Kaduna wurde am 24. August 1911 durch Papst Pius X. aus Gebietsabtretungen der Apostolischen Präfektur Ober-Niger als Apostolische Präfektur Ost-Nigeria errichtet. Am 18. Juli 1929 wurde die Apostolische Präfektur Ost-Nigeria durch Papst Pius XI. mit der Apostolischen Konstitution A Nobis in Apostolische Präfektur Nord-Nigeria umbenannt. Am 9. April 1934 gab die Apostolische Präfektur Nord-Nigeria Teile ihres Territoriums zur Gründung der Apostolischen Präfektur Jos ab. Die Apostolische Präfektur Nord-Nigeria wurde am 9. April 1934 durch Pius XI. mit der Apostolischen Konstitution Praedecessorum Nostrorum in Apostolische Präfektur Kaduna umbenannt. Am 28. April 1942 gab die Apostolische Präfektur Kaduna Teile ihres Territoriums zur Gründung der Apostolischen Präfektur Niamey ab. Eine weitere Gebietsabtretung erfolgte am 29. Juni 1953 zur Gründung der Apostolischen Präfektur Sokoto.
Die Apostolische Präfektur Kaduna wurde am 29. Juni 1953 durch Papst Pius XII. mit der Apostolischen Konstitution Magno gaudio zum Bistum erhoben und dem Erzbistum Lagos als Suffraganbistum unterstellt. Am 21. Februar 1955 gab das Bistum Kaduna Teile seines Territoriums zur Gründung der Apostolischen Präfektur Kabba ab.
Das Bistum Kaduna wurde am 16. Juni 1959 durch Papst Johannes XXIII. mit der Apostolischen Konstitution Qui arcano Dei zum Erzbistum erhoben. Das Erzbistum Kaduna gab am 9. November 1964 Teile seines Territoriums zur Gründung der Apostolischen Präfektur Minna ab. Weitere Gebietsabtretungen erfolgten am 22. März 1991 zur Gründung der Mission sui juris Kano, am 10. Juli 1995 zur Gründung des Bistums Kafanchan und am 5. Dezember 2000 zur Gründung des Bistums Zaria.

## Ordinarien

### Apostolische Präfekten von Ost-Nigeria
- Joseph Oswald Timothée Waller SMA, 1912–1929
- Francis O’Rourke SMA, 1929

### Apostolische Präfekten von Nord-Nigeria
- Francis O’Rourke SMA, 1929–1930, dann Apostolischer Vikar der Küste von Benin
- William Thomas Porter SMA, 1930–1933, dann Apostolischer Vikar der Goldküste

### Apostolische Präfekten von Kaduna
- Thomas Hughes SMA, 1934–1943, dann Apostolischer Vikar von Ondo-Ilorin
- John MacCarthy SMA, 1943–1953

### Bischöfe von Kaduna
- John MacCarthy SMA, 1953–1959

### Erzbischöfe von Kaduna
- John MacCarthy SMA, 1959–1975
- Peter Yariyok Jatau, 1975–2007
- Matthew Man-Oso Ndagoso, seit 2007